# 1889

برج إيفل في أول عام لإفتتاحه.

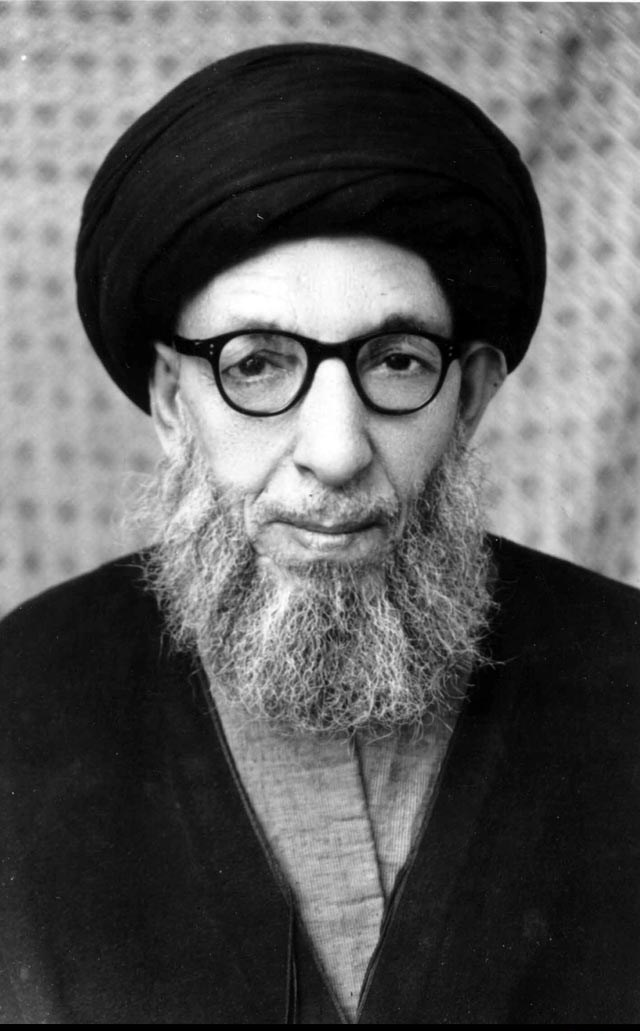
السيد محسن الحكيم أكبر مراجع الشيعة منتصف القرن 20.

## أحداث
- تأسيس مدينة فيلينيه وتقع حاليا في سلوفينيا.
- تأسيس مدينة سومبي وتقع حاليا في أنغولا.
- تأسيس مدينة بانغي وتقع حاليا في جمهورية أفريقيا الوسطى.
- تأسيس مدينة ماتسوا، شيمانه وتقع حاليا في اليابان.
- تأسيس مدينة ياماغاتا، ياماغاتا وتقع حاليا في اليابان.
- تأسيس مدينة تيخوانا وتقع حاليا في المكسيك.
- تأسيس مدينة كاواغويه، سايتاما وتقع حاليا في اليابان.
- تأسيس مدينة تشانغتشون وتقع حاليا في الصين.
- 1 أبريل: تأسيس مدينة واكاياما، واكاياما وتقع حاليا في اليابان.
- بناء برج إيفل ويقع حاليًّا في فرنسا
- 23 سبتمبر تأسيس شركة نينتندو

## مواليد
- أدولف هتلر
- آنا أخماتوفا
- أحمد حسنين باشا
- ألفريد ليشتنشتاين
- ألفريد ليم
- أوسكار ماوروس فونتانه
- إبراهيم المازني
- إبراهيم دسوقي أباظة
- إتيين دريوتون
- إدغار أدريان
- إدموند هوسرل
- إدوين هابل
- إسرائيل سييف
- إيغور سيكورسكي
- إيليا أبو ماضي
- الطيب العقبي
- باركلي رونكير
- بهي الدين بركات باشا
- بول كارير
- تشارلي تشابلن
- ريتشارد أوكونور
- سلطان إبراهيم الكليب
- عبد الحميد بن محمد خليل الطباع
- عبد الرحمن بن ناصر السعدي
- عساف الحسين المنصور العساف الثاني
- غبريالا ميسترال
- فيليب نويل بيكر
- كارل فون أوسيتزكي
- لاسكار
- للا عبلة بنت الطاهر
- لودفيج فيتجنشتاين
- لويس فان هيجي
- مارتن هايدغر
- مارون عبود
- محسن الحكيم
- محمد البشير الإبراهيمي
- محمد المالكي
- محمد الأخضر الفيلالي
- مرسيدس يلنيك
- نجيب الريحاني
- نيلسون جورج كارخل
- هاري نايكست
- هانس يورغن فون أرنيم
- هيرمان فيلسنر
- وارنر باكستر
- يعقوب دوري
- حكمت سليمان.
- عبد المحسن السعدون.
- 14 نوفمبر - الكاتب طه حسين.
- 14 مايو -جواهر لال نهرو.
- مكرم عبيد.
- ميخائيل نعيمة.
- 5 ديسمبر - عبد الحميد بن باديس.
- 20 إبريل - أدولف هتلر.
- خلوصي بهجت
- عباس محمود العقاد.
- عبد الرحمن الرافعي.
- 28 أبريل – أنطونيو سالازار رئيس وزراء وديكتاتور البرتغال.
- عبد الهادي بوكارة.

## وفيات
- جعفر زوين
- أنطونيو ميوتشي
- إغناسي دوميكو
- ابن الأسير
- الأب داميان
- بينيديتو كايرولي
- جون لورنس مانينغ
- جيفيرسون ديفيس
- جيمس بريسكوت جول
- حسين المرصفي
- خليل ناصيف اليازجي
- ميهاي إمينسكو
- يوهان هاينريش جيلزر
- وليام ناسو ليس